# Hrachová polévka

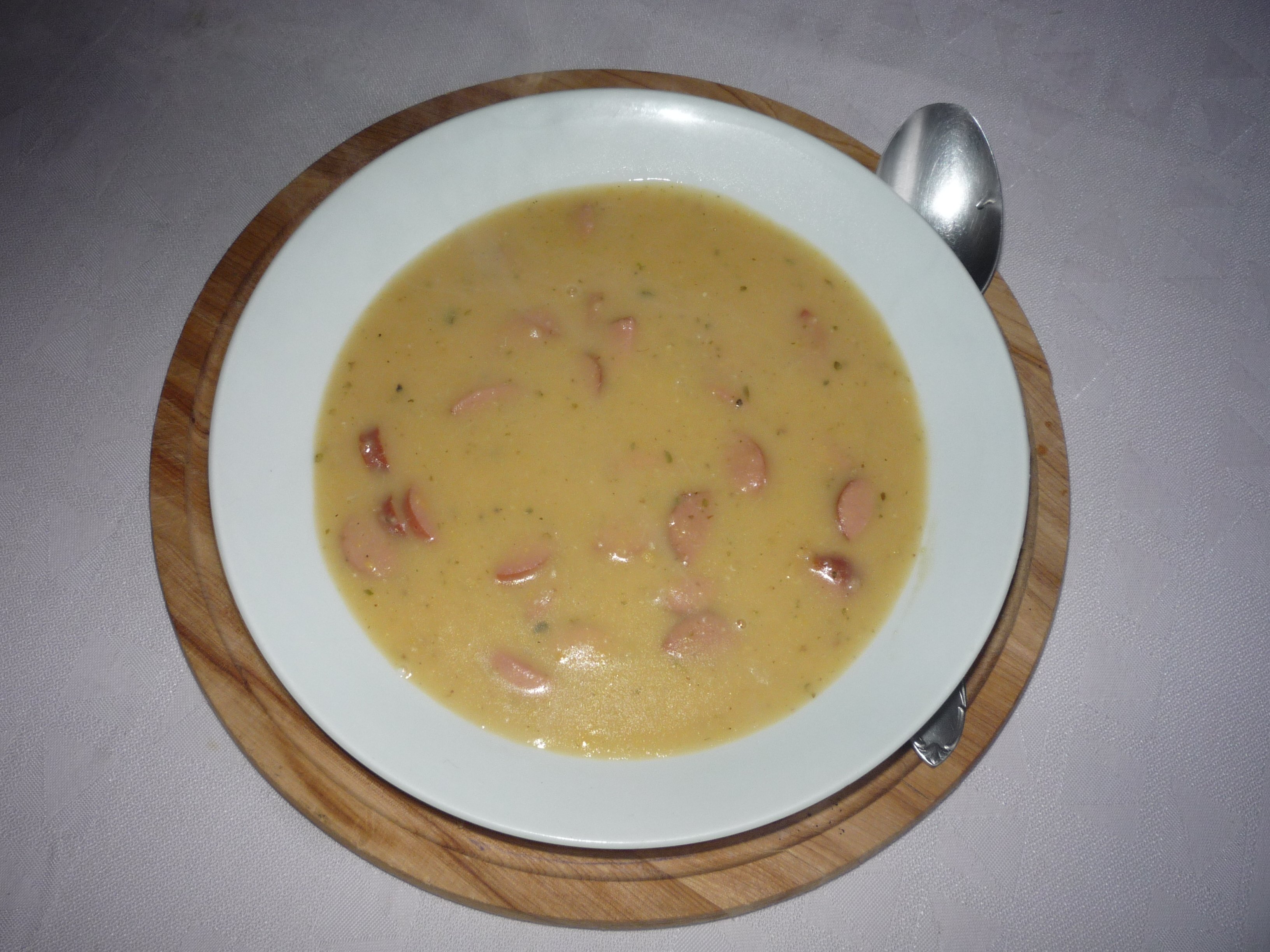
Česká hrachová polévka s párkem

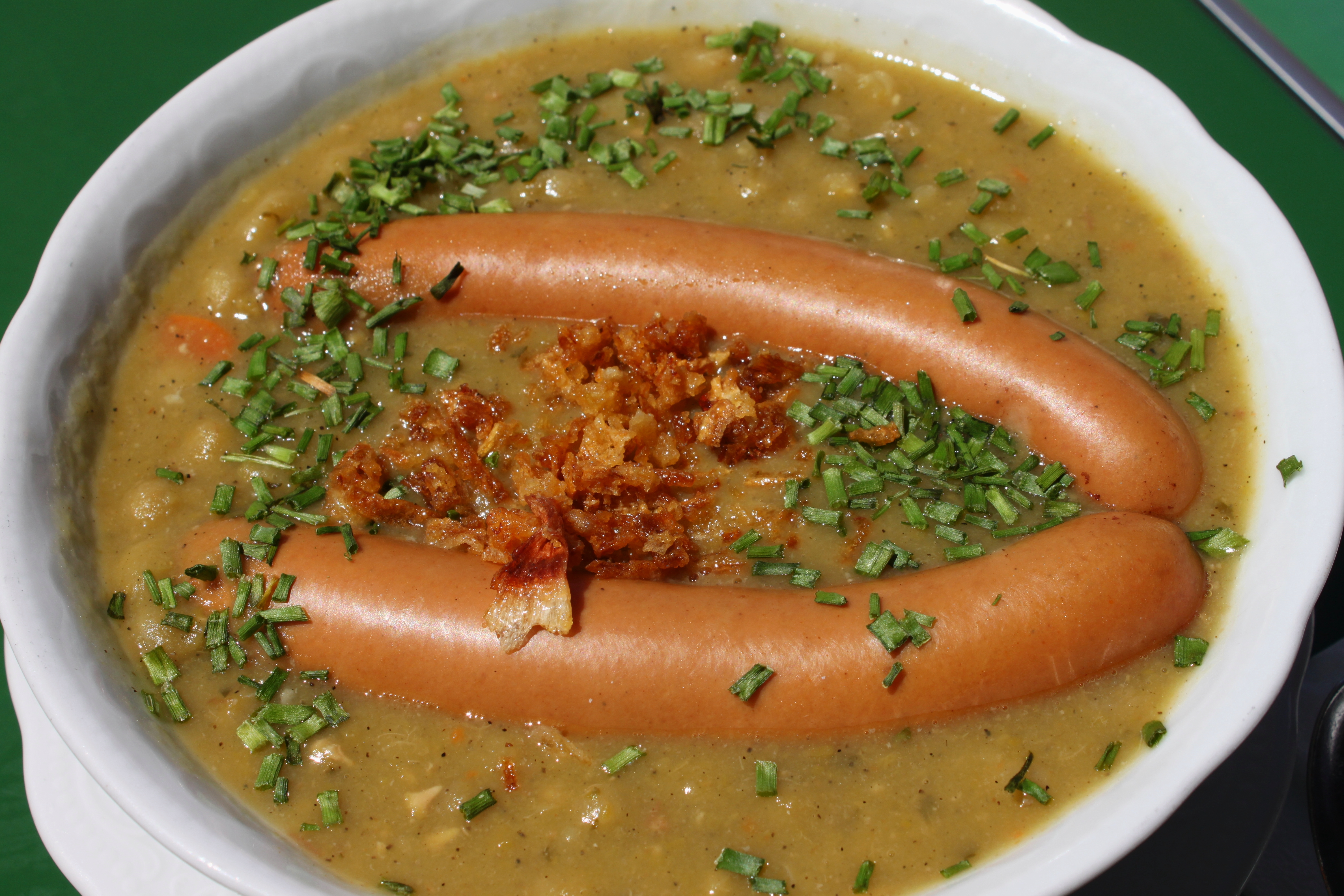
Německá hrachová polévka s párky

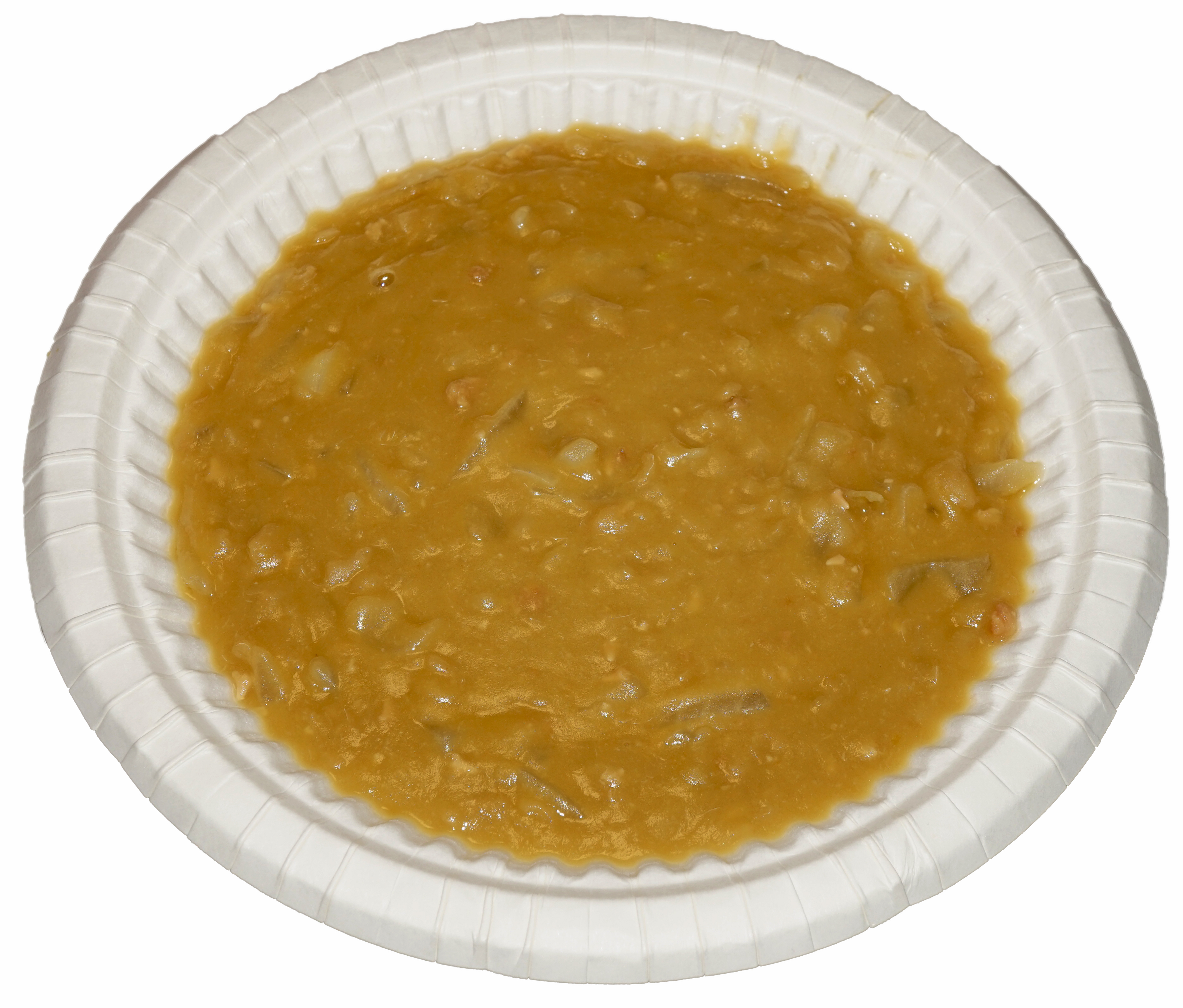
Finská hrachová polévka

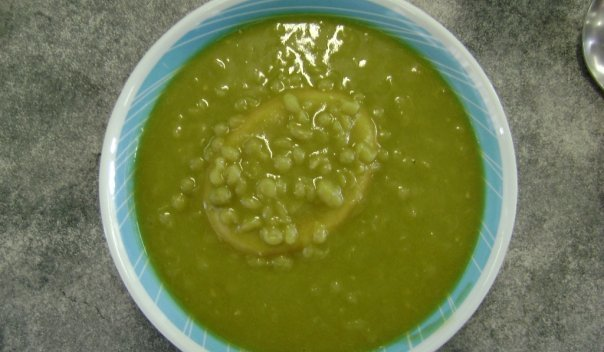
Australský pokrm pie floater

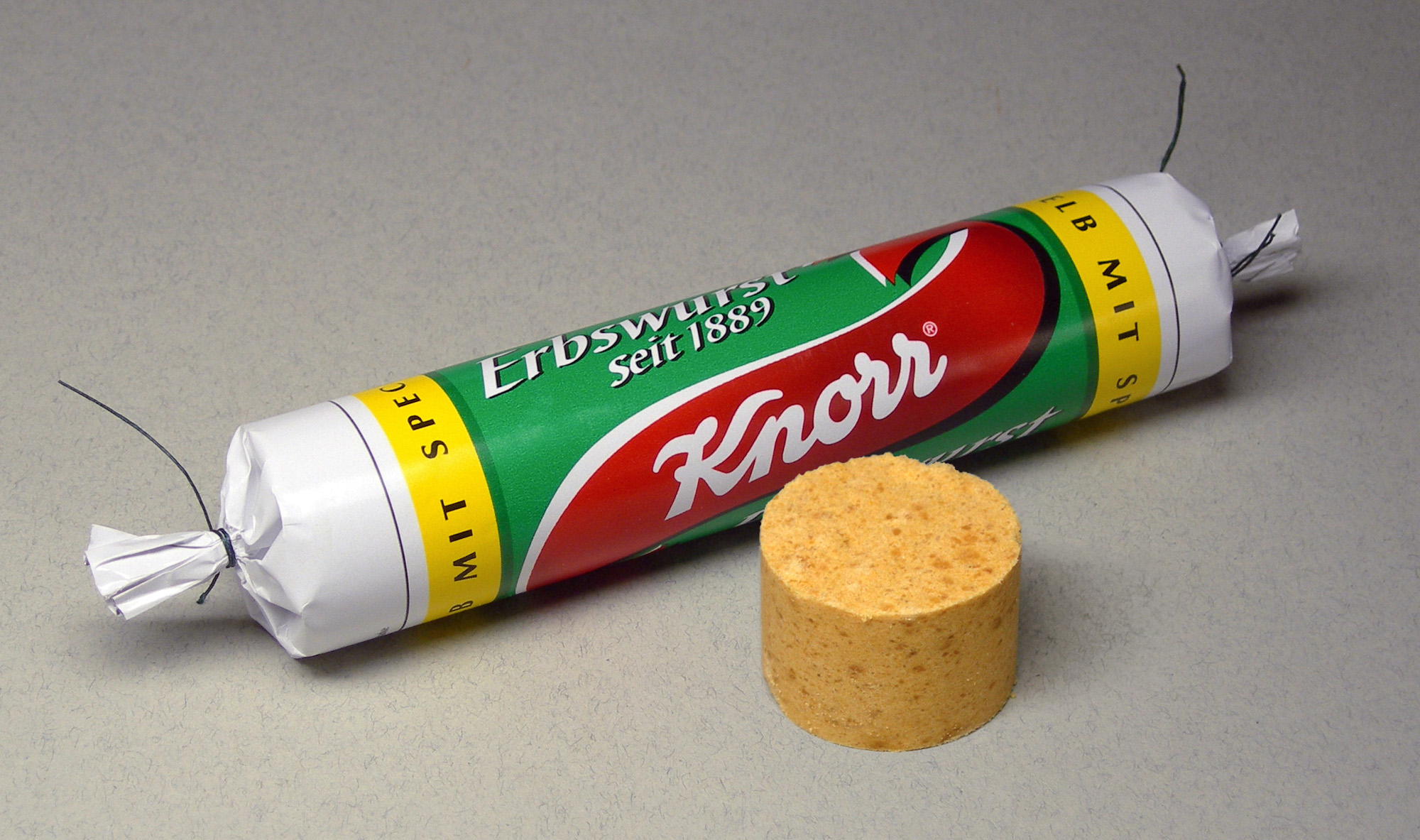
Hrachová klobása

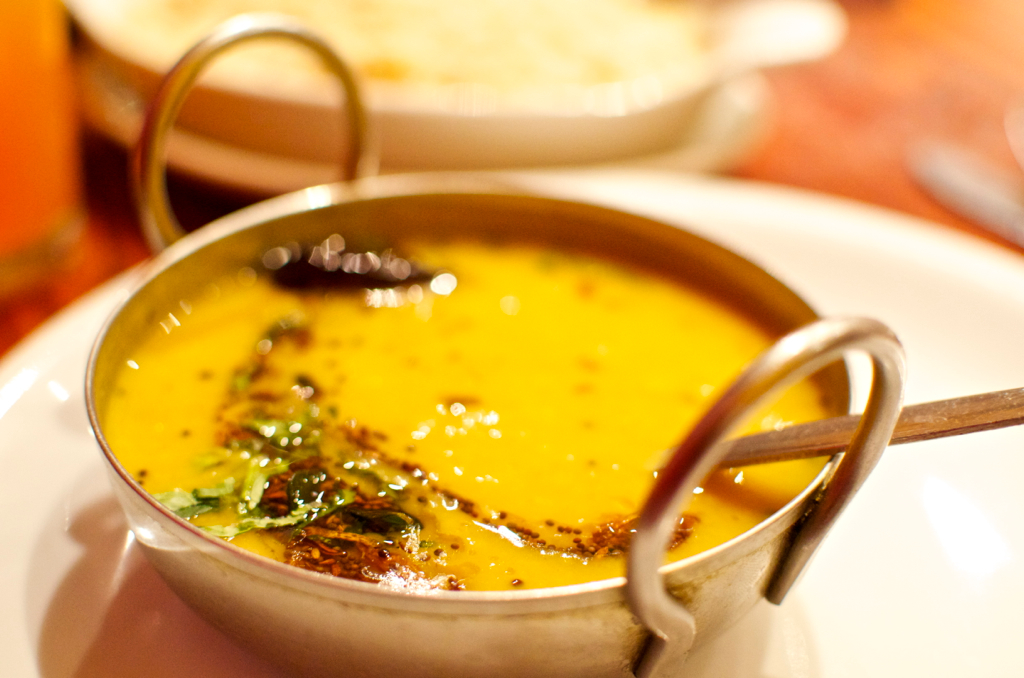
Indická luštěninová polévka

Hrachová polévka je polévka, jejímž základem je sušený hrách (typicky půlený). V různých variantách je součástí mnoha kuchyní světa. Barva polévky se v každé variantě liší, na základě toho, která odrůda hrachu setého (Pisum sativum) je použita, obvykle ale bývá šedozelená nebo žlutá. Hrášková polévka se od hrachové liší tím, že jejím základem je čerstvý hrášek, nikoliv sušený hrách.
Hrachová polévka byla známa již ve starověku, například ve své hře Jezdci ji zmiňuje Aristofanés.

## Varianty hrachové polévky v různých kuchyních světa
- V české kuchyni se hrachová polévka (nazývaná též hrachovka) podává jakožto polévka krémová, s rozmixovaným hrachem. Ochucena bývá česnekem a majoránkou a obvykle bývá podávaná se slaninou (případně jinou uzeninou), případně i se smetanou a krutony. Někdy bývá podávána jakožto vánoční pokrm.[1][3][4][5]
- Hrachová polévka je běžná v mnoha variantách také v německé kuchyni, pod názvem Erbsensuppe. Obvykle bývá podávána se slaninou, klobásou nebo jinou uzeninou.[6] V Německu také byla již v 19. století vyvinuta instantní hrachová polévka, pod názvem hrachová klobása (Erbswurst).[7]
- V polské kuchyni je také podávána hrachová polévka (grochówka), typicky jako hustý krém. Bývá spojována s vojenským prostředím.[8]
- V ukrajinské kuchyni bývá hrachová polévka (horochivka) podávaná s kousky vepřového masa nebo slaniny, často i s krutony.[9]
- Polévka erwtensoep, též snert je typickým zimním pokrmem nizozemské kuchyně. Základem této polévky je zelený hrách, doplněna bývá kousky vepřového masa, několika druhy zeleniny a nakrájenou klobásou rookworst. Jako příloha k této polévce bývá podáván chléb nebo palačinky, někdy i s plátky slaniny. V různých úpravách polévku erwtensoep převzala i kuchyně indonéská a surinamská.[10]
- Hrachová polévka (pea soup) je typickým pokrmem i v britské a irské kuchyni. Podává se ve více variantách, často se slaninou. Historicky byla považována jakožto pokrm chudých.[11]
- V severských zemích je také hrachová polévka běžným pokrmem. Obvykle bývá její součástí i vepřové maso a typicky bývá ochucena tymiánem a majoránkou.[12][13]
- V americké kuchyni se jako pea soup označuje typicky jemné hrachové pyré.[14]
- V québecké kuchyni se hrachová polévka nazývá soupe aux pois a podává se krémová, s kousky nasoleného vepřového masa.[15]
- V australské kuchyni (především v oblasti města Adelaide) bývá podáván pokrm zvaný pie floater. Jde o menší masový koláč, který je podáván v hrachové polévce, která tak slouží jakožto omáčka.[16]
- V indické kuchyni také slouží hrách jakožto základ různých polévek, omáček nebo kari.[17]